# Provincia de Medellín
La provincia de Medellín fue una división administrativa y territorial de la República de la Nueva Granada, creada por medio de la ley del 16 de mayo de 1851 con los cantones centrales de la entonces provincia de Antioquia. La provincia existió hasta el 14 de abril de 1855, cuando fue suprimida y su territorio reintegrado a la provincia de Antioquia. Al constituirse el Estado Soberano de Antioquia en 1856, Medellín formó parte de él como una de sus divisiones administrativas.

## Geografía

Provincias de Antioquia en 1851.

### Límites

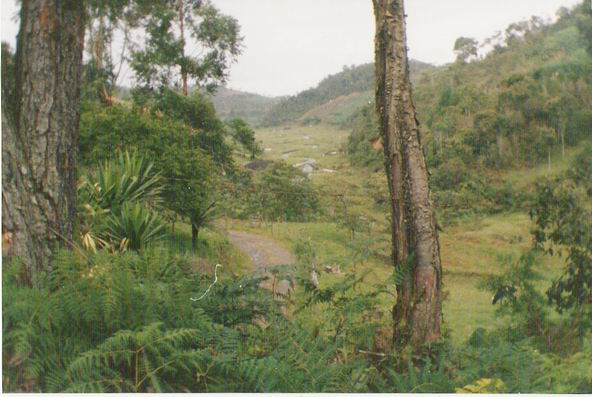
Bosque de montaña en Amalfi.

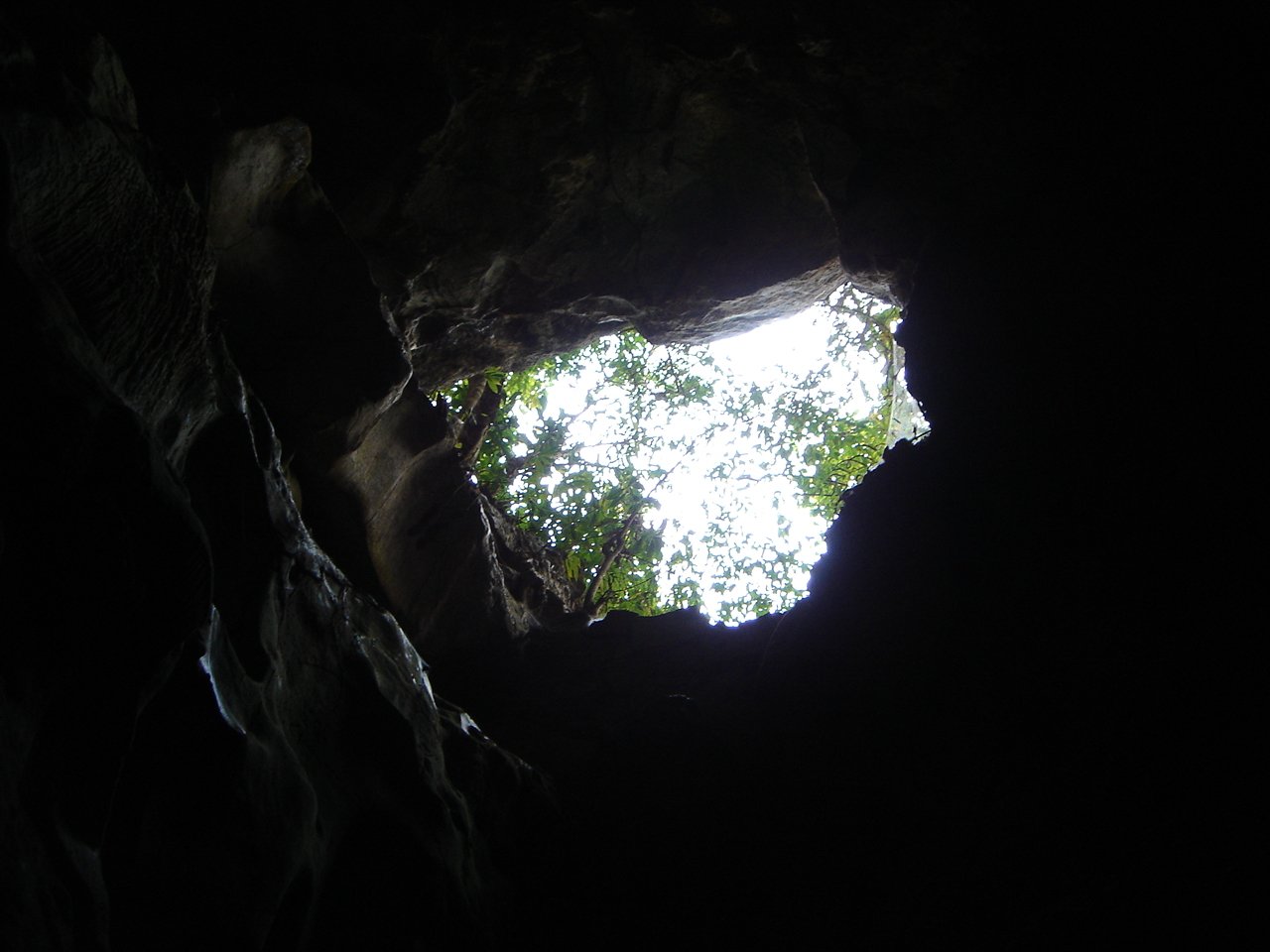
Cavernas del río Nus.

Al momento de su erección, Medellín confinaba con las siguientes provincias (en el sentido de las agujas del reloj): Antioquia, Cartagena, Mompós, Soto, Socorro, Vélez, Mariquita, Córdova, Cauca y Chocó. Los límites entre provincias no estaban del todo claros pero Agustín Codazzi durante las expediciones que se llevaron a cabo durante la Comisión Corográfica (1850-1859) realizó una minuciosa descripción de los linderos, así como de la geografía, de la mayoría de las provincias que conformaban la República de la Nueva Granada.
A grandes rasgos, los límites que correspondían a la Provincia de Medellín en 1851 empezaban en las cabeceras del río San Juan en los Farallones del Citará, siguiendo por las cumbres de la cordillera hasta llegar al Cerro Plateado. De aquí el límite se seguía hacia el oriente hasta encontrar el Cerro San Mateo, y después por la quebrada Comía hasta su confluencia en el río Cauca, atravesando este río para encontrar la quebrada Amagá y seguir hasta su cabecera. Seguía por las cumbres de la cordillera que bordea el Valle de Aburrá, pasando por los cerros Boquerón, Alto Delgadito, Julio, Medina y Angostura, hasta llegar a la confluencia del río Grande en el Porce.
A partir de aquí el curso del río Porce hasta la boca del Nechí, y este aguas arriba hasta la quebrada Cruz de Cáceres, y por esta hasta su origen. Luego por la serranía que separa las aguas del Cauca del Nechí hasta la quebrada Mandinga y de allí a la Ciénaga de San Lorenzo. Luego por caño Aguaclara hasta el camine que va de Ayapel a Santa Lucía, sobre la ribera del Cauca, la
quebrada de Santa Lucía hasta su origen; luego por la serranía hasta la cabecera de la
de Santa Isabel.
Enseguida por los cerros para llegar al alto Siguaná en el camino de Guamocó, y después por los cerros de la Hebilla hasta encontrar la unión del río Tiquí con el Cañaverales y luego hasta el Cerro Tamar, origen del río de este nombre; por este río aguas abajo hasta su unión con el Ité, que a partir de este punto el nombre de Cimitarra. De aquí se trazaba una recta hacia el este, a las casas de Bohórquez sobre el río Magdalena.
Por el Magdalena aguas arriba hasta la desembocadura del río Ermitaño y después hasta la del Nare, subiendo por este hasta la mitad de la distancia que separa la bodega de San Cristóbal de la de Remolino. Seguía luego por unos cerros hasta frente de la cabecera de la quebrada Orná, punto en el cual retornaba al río Nare hasta llegar a la boca del río Santo Domingo. Por este río hasta la quebrada San Pedro y esta hasta su origen en la cordillera del valle de Medellín, y por esta hasta los altos Cardal y Cerrobravo y de allí a la cabecera de la quebrada Magdalena, la cual seguía hasta su unión de las quebradas Ovejas y Pantanillo; luego por la cumbre de la serranía hasta el origen del río Poblanco y por este hasta su desembocadura en el Cauca. Por este mismo hasta la quebrada Arquía, y por esta hasta su origen en el cerro de Santa Isabel, y por las cumbres de esta cordillera hasta la cabecera del río San Juan.

### Aspecto físico

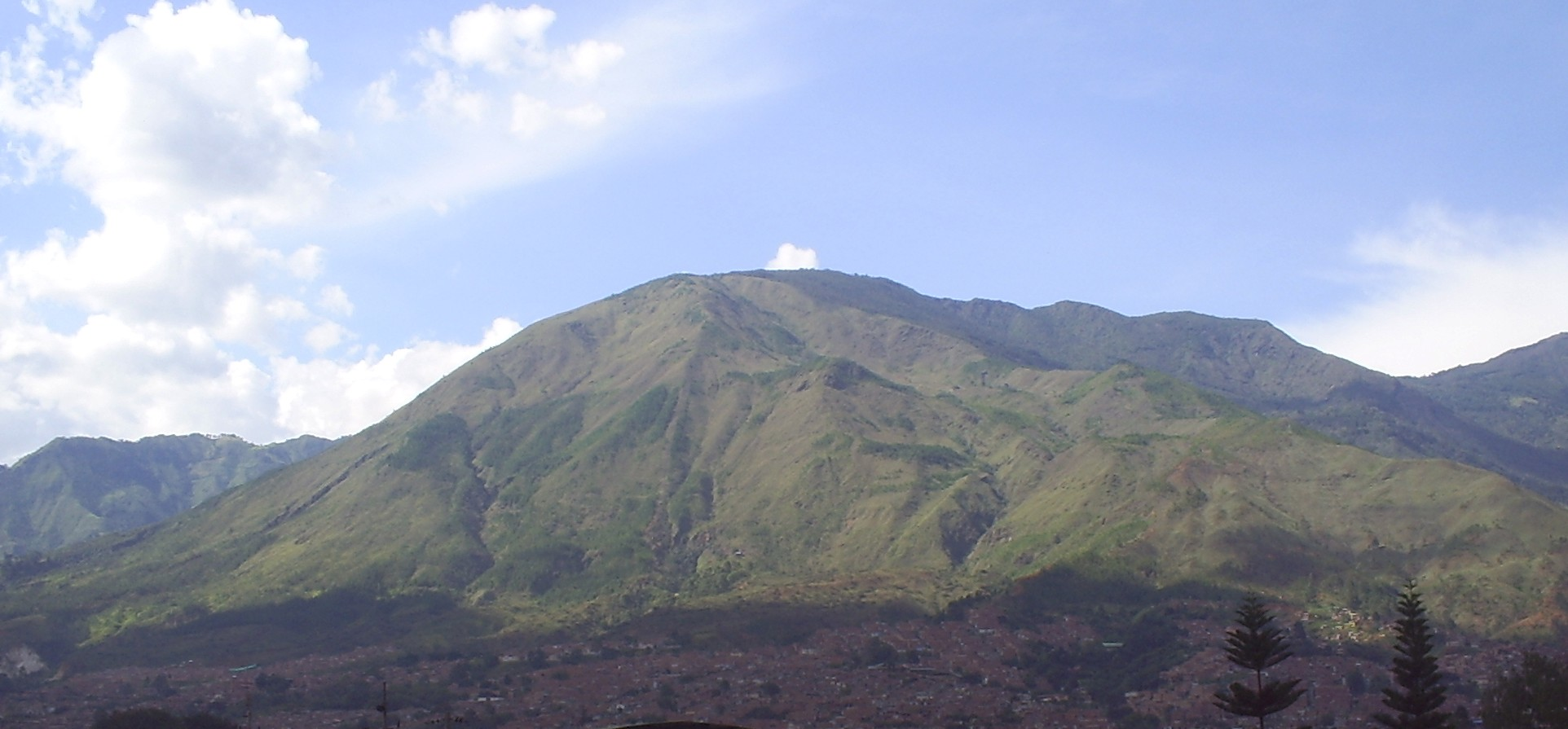
Cerro Quitasol, en el valle de Aburrá.

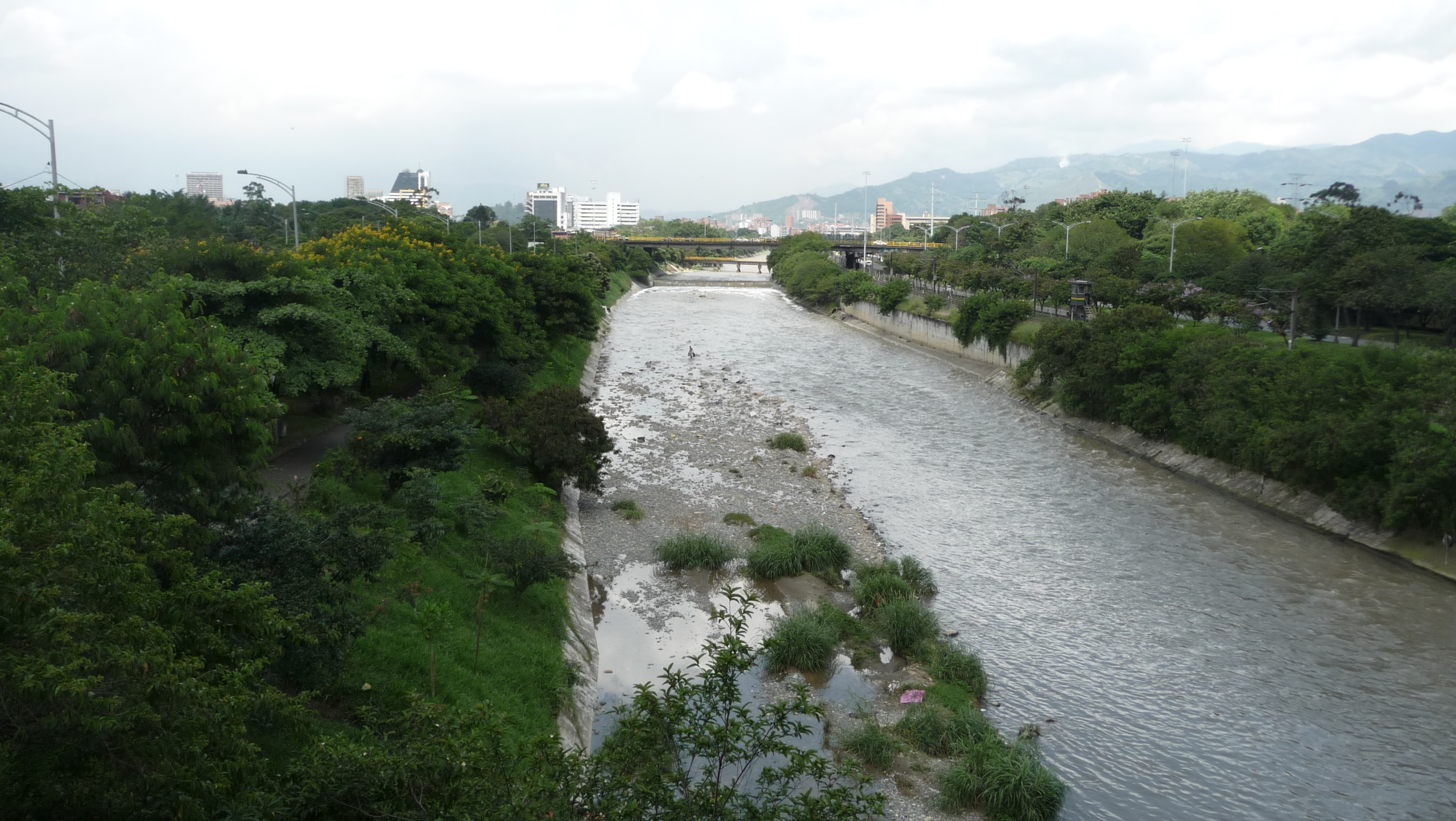
Río Medellín.

La forma de la provincia era alargada, con una zona más amplia en el norte y una más estrecha en el sur. Ambas zonas estaban bien diferenciadas: la parte norte era plana y estaba cubierta por amplias selvas y ríos que caen en el Magdalena; y la parte sur presentaba un aspecto quebradizo por sus altas montañas de las cordilleras Central y Occidental. El punto que separaba ambas zonas era el valle de Aburrá, que es recorrido de sur a norte por el río Medellín y hacia el norte recibe el nombre de Porce, que servía de medio de comunicación con las zonas más alejadas de la provincia.
El río Cauca atravesaba la provincia en sur parte suroriental, formando un pequeño valle que más al norte forma un cañón abrupto y profundo. Otros ríos importantes eran el Nechí, el Magdalena, el San Juan, el Ité y el Nare.

### División territorial

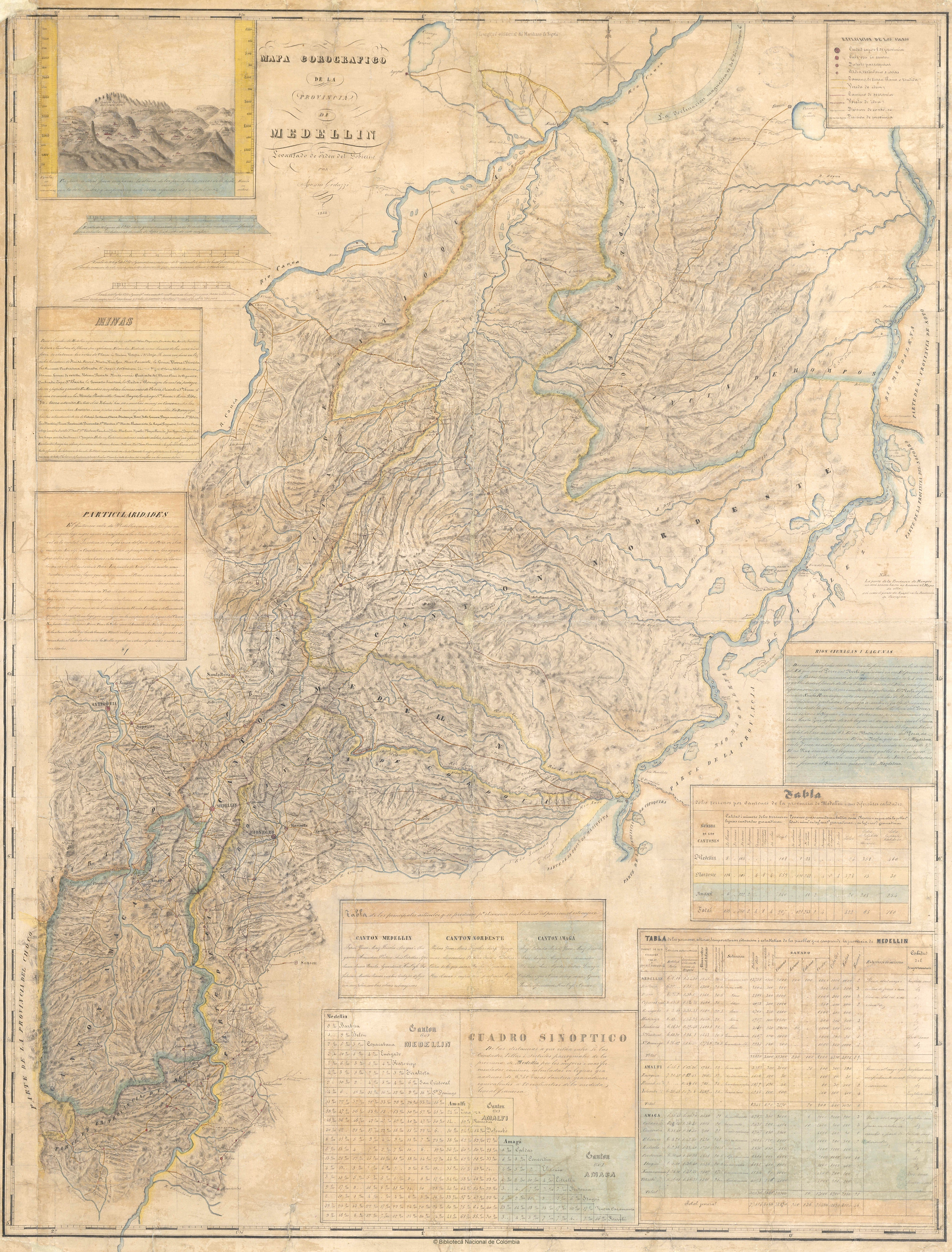
Mapa de la provincia de Medellín en 1852.

La provincia estaba dividida en tres cantones: Medellín, Amagá y Nordeste. Todos ellos estaban divididos en distritos parroquiales y aldeas, de la siguiente manera:
- Cantón de Medellín: Medellín, Barbosa, Belén, Copacabana, Envigado, Hatoviejo, Girardota, San Cristóbal y Santo Domingo.
- Cantón de Amagá: Amagá, Caldas, Concordia, Heliconia, La Estrella, Fredonia, Itagüí, Nueva Caramanta y Titiribí.
- Cantón de Nordeste: Amalfi, Nechí, Remedios, San Bartolomé, Yolombó y Zaragoza.

## Demografía

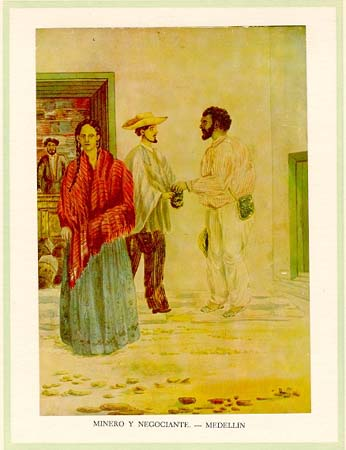
Gentes de la provincia de Medellín en la segunda mitad del.

Según el censo de 1851, la provincia contaba con 77.494 habitantes, de los cuales 37.934 eran hombres y 39.560 eran mujeres.

## Economía
Una de las principales actividades económicas de la provincia consistía en la minería del oro, ya que al nordeste de la misma se hallaban numerosas vetas y minas del metal precioso. Otros productos minerales abundantes pero poco explotados eran la plata, plomo, carbón, hierro, sales, yeso y cal. La explotación de recursos naturales se basaba ante todo en la madera, plantas medicinales, resin, palmas de aceites, árboles frutales y animales de caza tales como tigres, leones, osos, monos, zorros, lagartos, dantas, peces de río y aves de presa, entre otros.
La agricultura era también un importante campo económico en la provincia. Se sembraban variados frutos tales como maíz, frijoles, arroz, papas, yucas, trigo, plátanos, ahuyamas, arvejas, arracachas, azúcar, panela, miel, aguardiente, café y cacao. Estos productos se comercializaban con las provincias aledañas. La ganadería tomaba especial importancia en las regiones norteñas. En cuanto a la manufactura, se producían ante todo tejidos de algodón y lana que eran muy apreciados.